# Bisdom Jashpur
Het bisdom Jashpur (Latijn: Dioecesis Iashpurensis) is een rooms-katholiek bisdom met als zetel Kunkuri, in het district Jashpur, in India. Het bisdom is suffragaan aan het aartsbisdom Raipur. 

## Geschiedenis
Het bisdom werd opgericht op 23 maart 2006, uit delen van het bisdom Raigarh.  

## Parochies
Het bisdom had in 2021 een oppervlakte van 6.457 km2 en telde 851.669 inwoners waarvan 23,8% rooms-katholiek was.

## Bisschoppen
- Victor Kindo (23 maart 2006 - 12 juni 2008)
- Emmanuel Kerketta (22 december 2009 - heden)

Raipur (aartsbisdom) · Ambikapur · Jagdalpur (Syro-Malabar) · Jashpur · Raigarh